# Pierre Bazy
Pierre Bazy, né le 28 mars 1853 à Sainte-Croix-Volvestre, mort le 22 janvier 1934 à Paris, est un chirurgien-urologue des Hôpitaux de Paris.

## Biographie
Il est le fils de Jean Bazy, négociant et Adélaïde Feuillerat, de Sainte-Croix-Volvestre, bourg situé en Ariège au sud de Toulouse. Il affirme dès son enfance son désir de devenir chirurgien.
Après ses études secondaires, il est inscrit à la faculté de médecine de Toulouse. Il devient externe à l'hôpital Broca à Paris, puis interne à l'hôpital Laennec. Il ne quittera plus la capitale tout au long de sa carrière médicale sauf pour participer à l’ambulance militaire de l’armée turque lors de la guerre russo-turque de 1877-1878.
Docteur en médecine en 1880, il est chef de clinique en 1982 auprès du professeur Alfred Richet (1816-1891) et intervient dans différents hôpitaux parisiens.
Élève de Félix Guyon (1831-1920), fondateur de l'école de chirurgie urologique française, Pierre Bazy s'est spécialisé dans les maladies des voies urinaires et met au point l'urétéro-pyélo-néostomie. Il effectue diverses recherches en urologie, invente une sonde pour l'ablation de la prostate et conçoit un aspirateur perfectionné pour évacuer les débris des calculs vésicaux.
En médecine, il tente les premières injections de sérum antitétanique chez l'homme, dont la pratique est encore fort discutée.
Il est président de l'Académie nationale de chirurgie en 1912.
Pierre Bazy et son fils Louis seront au chevet du prince Albert Ier de Monaco (1848-1922) en 1921.
En juin 1924, il est parmi les quarante-deux membres de l'Académie des sciences à signer un manifeste recommandant l'espéranto comme langue scientifique internationale.
Il est le père d'une fille et de Louis Bazy (1883-1960), également chirurgien.

## Distinctions
Il est membre de l'Académie nationale de médecine en 1913 et de l'académie des Sciences en 1921.
 Commandeur de la Légion d'honneur le 9 septembre 1923.

## Publications
- Atlas des maladies des voies urinaires. maladies de l'urètre et de la prostate, avec Félix Guyon. édition 1881 rééditée en version papier en juin 2013 par Hachette/BnF. Lire en ligne sur Gallica : [https://gallica.bnf.fr/ark:/12148/bpt6k5510741t.texteImage].
- De l'uretéro-cysto-néostomie (1894)
- Maladies des voies urinaires (1896–1901); multi-volume.
- Contribution à la chirurgie de l'uretère. De l'uretéro-pyélo-néostomie (1897)
- La sérothérapie dans le tétanos (1914)
- Urologie pratique, (seconde édition 1930).